# Oskar Goldberg
Oskar Goldberg (* 5. November 1885 in Berlin; † 13. August 1953 in Nizza) war ein deutsch-jüdischer Arzt und Religionsphilosoph.

## Leben
Oskar Goldberg wurde von seinem Großvater aufgezogen, da sein Vater früh starb, und ging im großbürgerlich-deutschnationalen Berlin-Lichterfelde zur Schule.
Vor seinem Studium der Medizin besuchte er bis 1908 die orthodoxe Veitel-Heine-Ephraim’sche Lehranstalt (Beth ha-Midrasch) in Berlin.
In seinem Abschlussjahr veröffentlichte er sein Werk Die fünf Bücher Mosis ein Zahlengebäude. In diesem Werk unternahm Goldberg den Versuch zu zeigen, dass die Tora aus Zahlenkombinationen aufgebaut ist, die sich aus dem Tetragrammaton ergeben.
Bekannt wurde er durch sein Werk Die Wirklichkeit der Hebräer, in dem er die rituelle Praxis des jungen Israel und der hebräischen Vorzeit anhand des Pentateuchs analysiert. Bereits während seiner Schulzeit am Friedrich-Gymnasium in Lichterfelde war er Mitglied in einem literarisch-philosophischen Verein von Untersekundanern, in dessen Mittelpunkt er schnell stand. Dort traf er auch mit dem späteren Philosophen Erich Unger zusammen. Goldberg tat sich in den Berliner Clubs der Zeit um und hatte mit seinem „gefährlich-dämonischen Wesen“ im Neuen Club großen Einfluss auf junge Expressionisten wie Jakob van Hoddis und Georg Heym.
Im Jahr 1925 gründete Goldberg mit befreundeten Künstlern die Philosophische Gruppe als eines der intellektuell interessantesten Diskussionsforen des Berlins der Zwanziger Jahre. Viele bedeutende Vertreter der deutschen Intelligenz, darunter viele Juden, waren dort versammelt, darunter Bertolt Brecht, Walter Benjamin, Gershom Scholem, Alfred Döblin, Karl Korsch und Robert Musil. Durch Anfeindung und Verfolgung ab 1933 löste sich die Gruppe schnell auf.
In den Jahren 1937/38 arbeitete er als redaktioneller Mitarbeiter bei Thomas Manns Exil-Zeitschrift Maß und Wert mit. 1938 emigrierte er aus Deutschland und ging, eingeladen vom Zürcher Rabbiner Zwi Taubes (dem Vater von Jacob Taubes), nach Genf. Von dort ging er nach Frankreich, wo er schon 1941 interniert wurde. Aber ihm gelang die Flucht in die USA. Dort arbeitete er als Mediziner. 1949 kehrte er nach Europa zurück. 1953 starb er verarmt in Nizza.

## HauptwerkDie Wirklichkeit der Hebräer
Das Hauptwerk Goldbergs heißt Die Wirklichkeit der Hebräer. Er erschien 1924/25, war aber nach Goldbergs eigenen Worten schon vor dem Ersten Weltkrieg in den Grundzügen fertig gedacht. In diesem Werk beschäftigt er sich mit der religiösen Mentalität der alten Hebräer bzw. mit der „Wirklichkeit“ der damaligen religiösen Welt. Dazu analysiert er den Pentateuch. 
Der Grundgedanke seines Werkes ist die empirische Erfahrbarkeit der Transzendenz. Jegliche Aufklärung im allgemeinen Sinne ist eine Verdunkelung der transzendenten, empirisch erfahrbaren Realität. D.h., auch die Gottheiten sind materiell erfahrbar. Goldberg geht von einer Mehrzahl von Gottheiten aus, die jeweils einem Volk zugeordnet werden. 
Ein Mittel, in der Transzendenz zu wirken, ist das Opfer, dabei nähert Goldberg sich den Zentralgedanken der Magie. Die Kabbala galt ihm als vorsintflutliches, hebräisches Gut, dem die pentateuchische Ritualistik haushoch überlegen ist. 
Ein wiederkehrendes Thema Goldbergs ist der „liebe Gott“ der modernen Zivilreligion. Goldberg bricht mit der Allmachtshypothese, also mit der Behauptung, dass Gott omnipotent sei. Er behauptet, JHWH und Elohim seien etwas Verschiedenes, sie seien unterschiedliche Gottheiten und kämpften widereinander.
Die Begriffe Rasse, Volk und Bevölkerung erfahren innerhalb seines Denkens eine präzise Definition.

## Rezeption
Laut Voigts, dem Herausgeber der Neuauflage des Hauptwerks Goldbergs, waren der Kabbalaforscher Gershom Scholem und der Schriftsteller Thomas Mann Goldbergs Intimfeinde. Thomas Mann nennt Goldberg einen „typisch jüdischen Faschisten“ und gab ihn in der Figur des Dr. Chaim Breisacher im Doktor Faustus der Lächerlichkeit preis. 
Wenngleich auch Walter Benjamin sich nicht der Faszination der Goldbergschen Zahlenmagie entziehen konnte, hielt er doch Goldberg selbst für eine eher fragwürdige Natur. Gershom Scholem überliefert folgende Anekdote: „Benjamin empfand Goldberg gegenüber, der wenig zu sprechen pflegte und sozusagen als Sektenhaupt unantastbar war, eine starke Antipathie, die so weit ging, dass er einmal physisch unfähig war, Goldbergs zur Begrüßung ausgestreckte Hand zu ergreifen. Er sagte mir, Goldberg sei von  einer so unreinen Aura umgeben gewesen, dass er es einfach nicht hätte fertigbringen können.“

## Werke (Auswahl)
- Die fünf Bücher Mosis – ein Zahlengebäude: Die Feststellung einer einheitlich durchgeführten Zahlenschrift. David, Berlin 1908 (Digitalisat).
- Der gemeinsame Ursprung von Sprache und Zahl Berlin 1911
- Die Wirklichkeit der Hebräer: Einleitung in das System des Pentateuch. Deutscher Text zur hebräischen Ausgabe. Erster Band (mehr nicht erschienen). David, Berlin 1925 (Digitalisat); Neuauflage: Die Wirklichkeit der Hebräer. Hrsg. von Manfred Voigts. Harrassowitz, Wiesbaden 2005, ISBN 3-447-05216-3.
- Maimonides: Kritik der jüdischen Glaubenslehre. Glanz, Wien 1935.
- Zahlengebäude, Ontologie, Maimonides und Aufsätze 1933 bis 1947. Hrsg. von Manfred Voigts. Königshausen & Neumann, Würzburg 2013, ISBN 978-3-8260-5174-6.